# No Tourists
Albums de The Prodigy
The Day Is My Enemy
(2015)
Singles
1. Need Some1
Sortie : 19 juillet 2018
2. Light Up the Sky
Sortie : 26 septembre 2018
3. Fight Fire with Fire
Sortie : 11 octobre 2018
4. We Live Forever
Sortie : 25 octobre 2018
5. Timebomb Zone
Sortie : 6 décembre 2018

No Tourists est le septième album studio du groupe de musique électronique anglais The Prodigy, sorti le 2 novembre 2018 sur Take Me to the Hospital, leur label géré par  BMG. Il s'agit de leur dernier album studio mettant en vedette Keith Flint avant sa mort en mars 2019. Le groupe a commencé à soutenir l'album avec une tournée mondiale à partir de novembre 2018. L'album a fait ses débuts au numéro 1 du UK Albums Chart, leur septième album studio consécutif à le faire.

## Liste des titres
| 1.    | Need Some1                                  | - Liam Howlett - James Rushent - Arthur Baker - Gavin Christopher Wright                                         | 2:43 |
| 2.    | Light Up the Sky                            | - Howlett - Maxim - Olly Burden - Jiri Schelinger                                                                | 3:20 |
| 3.    | We Live Forever                             | - Howlett - Robert Chetcuti - Keith Camilleri - Cedric Miller - Keith Thornton - Trevor Randolph - Maurice Smith | 3:43 |
| 4.    | No Tourists                                 | - Howlett - John Du Prez - Burden                                                                                | 4:18 |
| 5.    | Fight Fire with Fire (featuring Ho99o9)     | - Howlett - theOGM - Eaddy                                                                                       | 3:29 |
| 6.    | Timebomb Zone                               | - Howlett - Edward Chisholm - Christopher Barbosa                                                                | 3:24 |
| 7.    | Champions of London                         | - Howlett - Keith Flint - Maxim                                                                                  | 4:49 |
| 8.    | Boom Boom Tap                               | - Howlett - Andy Milonakis - Burden                                                                              | 4:05 |
| 9.    | Resonate                                    | - Howlett - Rushent                                                                                              | 3:50 |
| 10.   | Give Me a Signal (featuring Barns Courtney) | - Howlett - Barns Courtney - Burden                                                                              | 4:01 |
| 37:42 |                                             | |      |

## Personnel
The Prodigy
- Liam Howlett – écriture, claviers, synthétiseurs, échantillonnage, programmation de batterie
- Keith Flint – voix sur "We Live Forever", "Champions of London" et "Give Me a Signal"
- Maxim – voix sur "Light Up the Sky", "We Live Forever", "No Tourists" et "Champions of London"

## Certifications et ventes
| Pays        | Certification | Ventes |
| ----------- | ------------- | ------ |
| Royaume-Uni | Argent        | 60 000 |